# Me, Myself and (I)
"Me, Myself and (I)" foi o segundo single oficial do álbum This Delicate Thing We've Made do cantor australiano Darren Hayes, lançado em 2007.

## Lançamento
O single foi lançado em diversos formatos e atingiu as paradas na Austrália e no Reino Unido.
A capa do single foi inspirada na estética das capas de álbuns da banda alemã Kraftwerk, pioneira da música eletrônica, nos anos 80.

## Videoclipe
O videoclipe da música foi dirigido por Richard Cullen e lançado em DVD single, um formato inédito. Nele, Hayes coloca uma fita cassete em um aparelho estéreo para tocar, e é literalmente "soprado" pelo som que vem das caixas, enquanto tenta desligar o toca-fitas.

## Formatos
- CD Single

1. "Me Myself and (I)"
2. "Let's Go" - Demo
3. "Slow Down" - Demo
4. "Me Myself and (I)" - Wayne G's and Andy Allder's Electro Mix

- DVD Single

1. "Me, Myself and (I)" - Video
2. "The Making of Me Myself and (I)" - Video

- Vinil 7" (Compacto simples)

1. "Me Myself and (I)
2. "Me Myself and (I) - Live Acoustic Version

- Download digital

1. "Me, Myself and (I)"
2. "On the Verge of Something Wonderful"- Live Acoustic Version
3. "Every Little Thing"- Demo

- iTunes Single

1. "Me, Myself and (I)"
2. "Me, Myself and (I)"- DJ Wayne G. and Andy Allder Electro Mix
3. "Me, Myself and (I)"- Andrew Friendly Vocal Mix
4. "Me, Myself and (I)"- 7th Heaven Club Mix
5. "Me, Myself and (I)"- 7th Heaven Radio Mix
6. "Me, Myself and (I)"- Live Acoustic Version

## Paradas musicais
| Parada semanal (2007)              | Posição |
| ---------------------------------- | ------- |
| Austrália (Physical Singles Chart) | 48      |
| Reino Unido (UK Singles Chart)     | 59      |